# كاسترو دي فيلابرس
بلدية كاسترو دي فيلابرس (بالإسبانية: Castro de Filabres), هي بلدية تقع في مقاطعة المرية. جنوب شرق إسبانيا. يبلغ عدد سكانها 163 نسمة.

## وصلات خارجية
- نسخة محفوظة 29 سبتمبر 2007 على موقع واي باك مشين. (بالإسبانية)